# Victor Snaith
Victor Percy Snaith (1944) é um matemático britânico, que trabalha com geometria algébrica, topologia algébrica, K-teoria algébrica, teoria dos números e teoria de representação de grupos.
Snaith obteve um doutorado em 1969 na Universidade de Warwick, orientado por Luke Hodgkin, com a tese Topics in K-Theory.. Lecionou na Universidade de Cambridge, na Universidade de Western Ontario, na Universidade de Southampton, na Universidade McMaster e finalmente até aposentar-se na Universidade de Sheffield.
Recebeu o Prêmio G. de B. Robinson de 2002.
É pai de Nina Snaith e Daniel Snaith (Caribou (músico)).

## Publicações selecionadas
- Algebraic K-theory and localised stable homotopy theory, American Mathematical Society 1983
- Topological methods in Galois representation theory, Wiley 1989
- Algebraic K-groups as Galois modules, Birkhäuser 2002
- Groups, rings and Galois theory, 2. Ed., World Scientific 2003
- An introduction to global analysis, Queen´s University, Kingston, Ontário 1986
- Explicit Brauer induction: with applications to algebra and number theory, Cambridge University Press 1994
- Galois module structure, American Mathematical Society 1994
- Algebraic cobordism and K-theory, American Mathematical Society 1979
- Stable homotopy around the Arf-Kervaire invariant, Birkhäuser 2009
- Editor: Algebraic K-theory, American Mathematical Society, 1997
- Editor com J. F. Jardine: Algebraic K-theory: connections with geometry and topology, Kluwer 1989
- com Luke Hodgkin: Topics in K-theory, Lecture notes in mathematics 496, Springer Verlag 1975 (contendo por Snaith: Dyer-Lashof operations in K-theory)